# Witron
Die Witron Logistik + Informatik GmbH (Eigenschreibweise: WITRON) ist ein deutsches Unternehmen für die Planung sowie Fertigung von Logistik- und Materialflusssystemen mit Sitz in Parkstein in der Oberpfalz.

## Geschichte
Witron wurde 1971 in Weiden in der Oberpfalz vom gebürtigen Weidener Elektrotechnik-Ingenieur Walter Winkler (* 1937) gegründet. Seit 1975 befindet sich die heutige Witron Logistik + Informatik GmbH in Parkstein im Landkreis Neustadt an der Waldnaab. Das Unternehmen entstand als Ein-Mann-Betrieb und zählte 2007 über 1000 Mitarbeiter. Im Jahr 2025 hat die Unternehmung weltweit circa 7500 Mitarbeiter. Witron bietet Logistikdienstleistungen für den Lebensmitteleinzelhandel an. In den letzten Jahren wurde beim Unternehmen die Fertigungstiefe erhöht, um die eigene Wertschöpfung zu steigern und als Logistik-Generalunternehmer den Kunden eine Gesamtlösung offerieren zu können. Es gibt Niederlassungen in Rimpar in Unterfranken, in den Vereinigten Staaten, im Vereinigten Königreich, in den Niederlanden sowie in Frankreich, Kanada, Australien, Singapur und Spanien.

## Entwicklungen und Kompetenzen

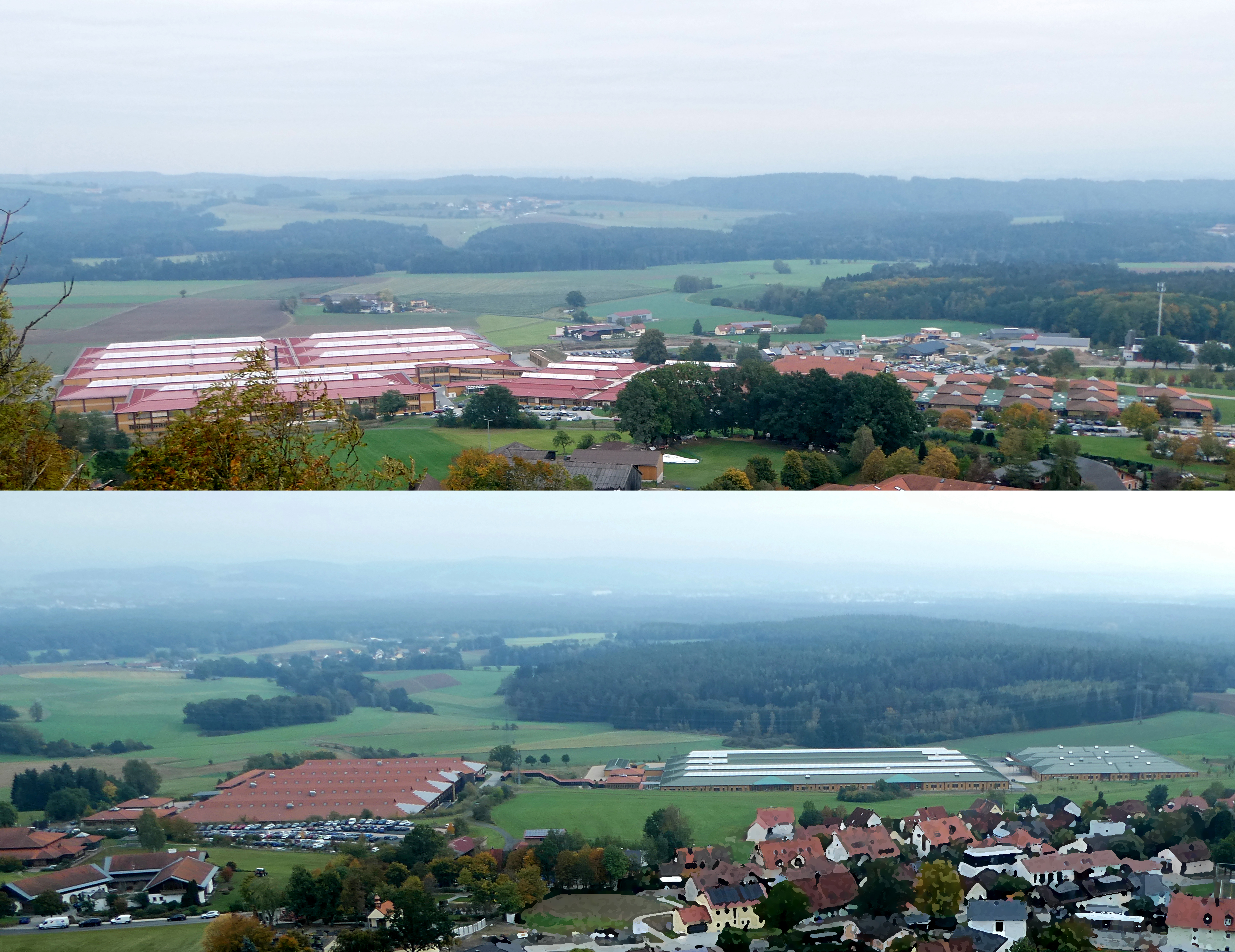
Oben: Werk 2 Nord (l), Werk 2 (r) – Unten: Werk 3 (l) und 4 (r) in Parkstein

Die Firma Witron verfügt mit den im Jahr 2004 am Markt vorgestellten Modulen der Order Picking Machinery (OPM) und  der Belademaschine Case Order Machine (COM) über selbst entwickelte Lösungen zur vollständig automatischen Kommissionierung von Produkten verschiedener Größen, Gewichten, Formen und Verpackungsarten, mit deren Umsetzung Auftragspaletten beziehungsweise Auftragsrollcontainer ohne Personaleinsatz gebildet werden können. Eine typische Kundenrealisierung bei einem Logistikzentrum in der Lebensmittelbranche sieht folgendermaßen aus:
Die im Wareneingang angelieferten Paletten werden danach im automatischen Hochregallager (HRL) eingelagert. Die Paletten werden von Regalbediengeräten aufgenommen und transportiert. Für die Kommissionierung wird ein ein- bis zweitägiger Vorrat an Handelseinheiten in einem automatischen Kleinteilelager (AKL) auf Tablaren gepuffert. Das AKL ist ein Lagersystem, in dem Handelseinheiten in Behältern, Kartons oder auf Tablaren in der Höhe gelagert werden. Der Nachschub in das AKL erfolgt auf der Basis aktueller Auftragsdaten, was bedeutet, dass der Nachschubbedarf ständig berechnet und der Nachschub entsprechend angepasst wird. Dies erfolgt durch ein Lagerverwaltungssystem. 
Automatische Depalettierer packen die Nachschubpaletten aus dem HRL lagenweise ab; die Handelseinheiten werden von den Paletten genommen und auf Tablare gelegt. Die Depalettierer arbeiten vollautomatisch und ohne menschliches Zutun. Die anschließend vereinzelten Handelseinheiten werden mit den Tablaren „verheiratet“. Das bedeutet, dass die Handelseinheiten mit den Tablaren verbunden werden, damit sie nicht verrutschen können. Die Tablare mit den verheirateten Handelseinheiten werden dann in das automatische Kleinteilelager eingelagert. Die Einlagerung erfolgt ebenfalls vollautomatisch durch das Regalbediengerät. Die Handelseinheiten auf den Tablaren im AKL stehen damit unmittelbar für die Kommissionierung zur Verfügung. 
Die Kommissionierung erfolgt ebenfalls vollautomatisch durch ein Kommissioniersystem. Sensoren überwachen die Platzierung auf den Ladungsträgern und im Hinblick auf höchste Verfügbarkeit. Durch die Rückmeldung durch Sensoren, ob die Handelseinheiten richtig auf den Tablaren liegen, können Schäden an diesen vermieden werden. Auf einem Tablar befindet sich jeweils eine Handelseinheit. Nach logischer Bildung der optimalen Beladung des Ladungsträgers (Palette oder Rollcontainer) werden die Tablare sequenzgerecht aus dem Kommissionierpuffer ausgelagert, der Case Order Machine zugeführt, die Handelseinheiten vom Tablar getrennt und vollautomatisch auf dem Ladungsträger platziert. Die geleerten Tablare stehen anschließend für die Neubestückung zur Verfügung. Ist der Ladungsträger vollständig kommissioniert, wird dieser über Fördertechniklinien einem Wickelautomaten zugeführt, gewickelt und steht danach transportgesichert für den Versand bereit. 
Das System bietet die Vorteile von hohen Lagerdichten, dynamischem Nachschub, Reduzierung des Personalbedarfs und Erhöhung der Effizienz durch Vollautomatisierung und Reduzierung der Fehlerquote.

## Stiftungen
Im Jahr 1999 wurde vom Unternehmensgründer die Stiftung Winkler gegründet. Stiftungszweck ist die Förderung der Wissenschaft und Forschung im Bereich der Logistik, die Förderung der Jugendhilfe, der Altenhilfe, des öffentlichen Gesundheitswesens und des Wohlfahrtswesens. 2001 erfolgte die Gründung der Walter Winkler Familienstiftung, womit die Familie Winkler für das Gemeinwohl und die Mitarbeiter auf Firmenanteile verzichtete.